# Estigma social da obesidade
O estigma social da obesidade refere-se à assunção preconceituosa de características de personalidade baseada no julgamento de uma pessoa por ter excesso de peso ou por ser obesa. É também conhecido como fat-shaming ou gordofobia. Ativistas alegam que o preconceito contra gordos pode ser encontrado em muitas facetas da sociedade, e culpam os média pela penetração deste fenómeno.
Este viés tem criado impactos psicossociais negativos e causado desvantagens para pessoas com sobrepeso ou obesas. Estigma de peso é similar e tem sido amplamente definido como viés ou comportamentos discriminatórios direcionados a indivíduos por causa de seu peso. Tais estigmas sociais podem estender-se durante a vida de alguém, contanto que o excesso de peso esteja presente, a começar de uma idade jovem e a durar até a vida adulta. Vários estudos de todo o mundo (ex. Estados Unidos, Universidade de Marburgo, Universidade de Leipzig) indicam que indivíduos com sobrepeso ou obesos experienciam níveis mais altos de estigma em relação a indivíduos mais magros. Ademais, casam-se menos frequentemente, experienciam menos oportunidades educacionais e de carreira, e em média possuem uma renda menor que a de indivíduos de peso normal. Embora o apoio público quanto a serviços de deficiência, direitos civis e leis antidiscriminatórias no ambiente de trabalho tenham ganhado apoio ao longo dos anos indivíduos com sobrepeso e obesos ainda experenciam discriminação, o que pode ter implicações na saúde fisiológica e psicológica. Estas questões são combinadas com os significativos efeitos fisiológicos negativos associados a obesidade.
De acordo com o artigo “joint international consensus statement for ending stigma of obesity”, divulgado pela revista Nature Medicine em 2020, pessoas obesas são comumente associadas à preguiça, gula, falta de “força de vontade” e autodisciplina. Essas associações se dão pelo fato de sociedades ocidentais contemporâneas entenderem a saúde como uma questão moral individual e que a “obesidade” é uma escolha pessoal que pode ser revertida por decisões voluntárias de alimentação e exercício físico. Essa percepção social tem impacto negativo na criação de políticas públicas, no acesso a tratamentos e em pesquisas